# María del Carmen Gil y Llopart
María del Carmen Gil Llopart (??- 13 de julio de 1966), ostentó el título como consorte del Conde de Vilardaga, Antonio Clavé y Nadal Flaquer y Vilardaga que le fue otorgado por el Papa San Pío X. Fue una coleccionista y miembro de una conocida familia de Barcelona.

## Coleccionismo
Nieta de Pablo Gil Serra, fue una gran coleccionista de temas relacionados con la moda. Un ejemplo es su colección de libros, que se pueden encontrar en el Centro de documentación del Museu del Disseny de Barcelona, que van del siglo XVII al XIX. Muchas de las piezas de esta colección se adquirieron durante su estancia en París, durante el primer tercio del siglo XX.
En 1967 Carmen Gil dio su legado al Ayuntamiento de Barcelona, y pasó a formar parte del Museo Textil y de la Indumentaria. La entrega la hizo Leopoldo Gil Nebot. Los documentos de este legado, son una valiosa colección de obras seleccionadas entre los libros más interesantes y tratados sobre indumentaria y moda, editados a lo largo de los siglos.

## Exposiciones
Además de las exposiciones permanentes del Museo Textil, su colección se ha mostrado en diversas exposiciones temporales:
- 1928: Los XII[7]
- 1933: Almacenes Jorba : esxposición de vestidos regionales y de época[8][9][10]
- 2010: Imágenes de Moda[11]